# Pteromalus oxynthes
Pteromalus oxynthes är en stekelart som beskrevs av Walker 1843. Pteromalus oxynthes ingår i släktet Pteromalus och familjen puppglanssteklar. Inga underarter finns listade i Catalogue of Life.